# Юльополь (Мазовецьке воєводство)
Юльополь (пол. Juliopol) — село в Польщі, у гміні Млодзешин Сохачевського повіту Мазовецького воєводства.
Населення — 713 осіб (2011).
У 1975-1998 роках село належало до Скерневицького воєводства.

## Демографія
Демографічна структура станом на 31 березня 2011 року:
|          | Загалом | Допрацездатний вік | Працездатний вік | Постпрацездатний вік |
| -------- | ------- | ------------------ | ---------------- | -------------------- |
| Чоловіки | 357     | 78                 | 232              | 47                   |
| Жінки    | 356     | 79                 | 193              | 84                   |
| Разом    | 713     | 157                | 425              | 131                  |